# Rubus maximus
Rubus maximus är en rosväxtart som beskrevs av Theodor Friedrich Marsson. Rubus maximus ingår i släktet rubusar, och familjen rosväxter. Inga underarter finns listade i Catalogue of Life.